# 解纶
解纶（1358年—1411年），字大經，號滄江，江西吉水人，明朝政治人物，同进士出身。
洪武二十一年（1388年）登戊辰科进士，后升任监察御史，朱元璋称其笃实。后改任应天府教授，居官三年，性情刚直与权贵交恶，后归养老父，之后不再起用。其弟解缙为明朝首任内阁首辅。